# جینا راینهارت
جینا راینهارت، (به انگلیسی: Jina raienhart) (زاده 9 فوریه 1954 میلادی) سرمایه‌دار و میلیاردر استرالیایی است، که هم‌اکنون با دارایی خالص ۲۹.۱ میلیارد دلار به‌عنوان ثروتمندترین فرد استرالیا شناخته می‌شود.
وی هم‌اکنون رتبه ۴۶ از فهرست ثروتمندترین افراد جهان را به خود اختصاص داده‌است.